# Kazimierz Michałowski
Kazimierz Michałowski (Ternopil', 14 dicembre 1901 – Varsavia, 1º gennaio 1981) è stato un archeologo ed egittologo polacco.

## Biografia
Kazimierz Michałowski ha studiato archeologia classica e storia dell'arte presso l'Università di Leopoli. Dal 1933 fu professore di archeologia mediterranea all'Università di Varsavia e dal 1945 al 1981 fu anche vicedirettore del Museo nazionale di Varsavia. L'interesse di Michałowski per l'egittologia iniziò nel 1937, quando partecipò per due anni agli scavi di Edfu.
Trascorse la seconda guerra mondiale nel campo di prigionia di Woldenberg.  Dopo la seconda guerra mondiale fu attivo nella ricostruzione della vita accademica polacca e nell'organizzazione della partecipazione polacca al programma internazionale di studi sulle culture del Mediterraneo.
Nel 1959 fondò al Cairo il Centro polacco per l'archeologia mediterranea, che oggi porta il suo nome. Michałowski diresse gli scavi polacchi in molti siti, tra cui Tell Atrib (l'antica Atribis) nel 1957, Alessandria nel 1960, Debod nel 1961, Faras nel 1961-1964, Deir el-Bahari nel 1961 e Dongola nel 1964. Guidò la spedizione polacca a Palmira fino al 1969 e presiedette il Comitato internazionale di esperti per il salvataggio dei templi di Abu Simbel. Coniò il termine Nubiologia e ne fu il precursore.